# Ernst Karl Abbe

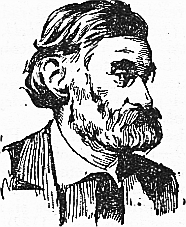
Ernst Abbe

Ernst Karl Abbe (n. 23 ianuarie 1840, Eisenach, Confederația Germană – d. 14 ianuarie 1905, Jena, Imperiul German) a fost un fizician german, care a elaborat teoria formării imaginilor în microscop și a adus contribuții fundamentale la teoria și la construcția instrumentelor optice.
Împreună cu Otto Schott și Carl Zeiss, a pus bazele opticii moderne.

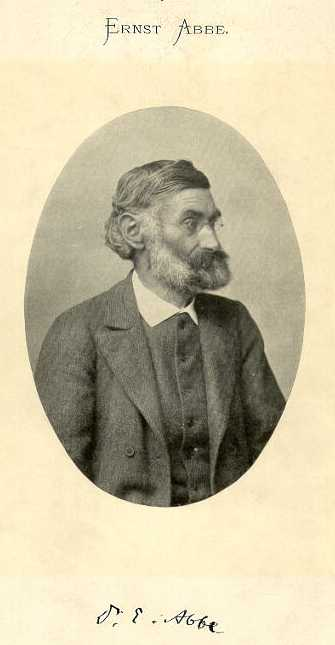
Ernst Karl Abbe

## Biografie
Născut într-o familie modestă, încă din tinerețe dovedește o reală înclinație către știință.
A urmat Școala Reală de la Eisenach, apoi și-a continuat studiile la Jena și Göttingen, unde, în 1861, și-a luat doctoratul în matematică.
În 1871 se căsătorește cu Else Snell, fiica matematicianului și fizicianului Karl Snell, care i-a fost profesor.
În 1878 devine director al observatorului astronomic de la Jena, iar în 1889 membru al Academiei Bavareze de Științe.

## Contribuții
Contribuțiile sale vizează cu precădere optica.
Astfel, într-o carte publicată în 1874, realizează primul proiect de refractometru.
Studiind materialele transparente, introduce o constantă de material numită coeficient de dispersie (care ulterior va fi denumit și numărul lui Abbe).
I se atribuie, de asemenea, formula rezoluției unui instrument optic, conform căreia această mărime fizică este proporțională cu lungimea de undă a radiației luminoase și invers proporțională cu indicele de refracție al spațiului-obiect.
Cercetările sale au avut ca obiectiv și optica practică, domeniu aflat pe atunci la început și căruia Abbe, în special prin studiul asupra microscoapelor, i-a dat un puternic avânt.
Astfel, încă din perioada când era profesor la Jena, este invitat de Carl Zeiss să colaboreze pentru perfecționarea instrumentelor optice fabricate de acesta, ca în cele din urmă să ajungă coproprietar al firmei Carl Zeiss AG.
De altfel, în 1884, împreună cu industriașii Otto Schott și Carl Zeiss, pune bazele fabricii de sticlă Jenaer Glaswerke Schott & Genossen, iar în 1891 pe cele ale Fundației Zeiss.
Ernst Abbe a construit o mulțime de aparate și instrumente optice, printre care: primele microscoape (bazate pe teoria difracției), primele instrumente de măsurători optice, fotometrul spectral pentru raze infraroșii, microscopul electric, telescopul astronomic etc.
Printre alte contribuții ale sale în domeniul tehnicii optice putem enumera: realizarea condensorului optic (dispozitiv care permite ameliorarea calității imaginii), studii privind eliminarea aberației geometrice și realizarea unui nou tip de prismă ce ulterior îi va purta numele (prisma lui Abbe).